# آرئو مکرتچیان
آرئو آلکسیی مکرتچیان (ارمنی: Արև Ալեքսեյի Մկրտչյան؛  ۶ ژوئن ۱۹۶۷) یک بازیگر اهل ارمنستان بود. وی از سال میلادی تاکنون مشغول فعالیت بوده است.

## زندگی‌نامه
وی در در خاتچن، استان آسکران به دنیا آمد و از دانشگاه دولتی آرتساخ (۱۹۸۸) فارغ‌التحصیل شد. وی از سال ۲۰۰۶ در تئاتر دراماتیک ارمنیان استپاناکرت فعالیت کرده است. 